# Charles de Froulay
Charles, comte de Froulay (ou Froullay), (1601 -  26 novembre 1671), est un militaire français.
Seigneur de Montflaux, de Gastines, de Launay, du Tremblay, de Sainte-Soulène et du Vignau, Charles de Froulay habitait habituellement le château de Montflaux. Le comté de Froulay ou de Montflaux fut érigé pour lui le 28 octobre 1670.

## Généalogie
Fils de René Ier de Froulay et de Marie d'Escoubleau de Sourdis, mariés à Chartres le 22 juillet 1596, Charles de Froulay est né en 1601. Il est le frère de René II de Froulay (°1597 - † 1671), comte de Tessé, baron de Vernie et d'Ambrières, lieutenant-général du roi (père de René de Froulay de Tessé, maréchal de France), et de Gabriel-Philippe de Froulay († 1689), évêque d'Avranches de 1668 à 1689.
Charles de Froulay épouse le 18 avril 1636 Angélique de Baudéan († 3 novembre 1678), fille de Charles de Baudéan, comte de Neuillan et Parabère, fille d'honneur de la reine Anne d'Autriche, et sœur de Suzanne. Ils ont pour enfants :
```
├─> Louis, comte de Froulay, tué en 1675
├─> Philippe Charles (°1663 † 1697), Lieutenant du roi au 
Comté du Maine
 et de  
Laval

│  X Marie-Anne de Mégaudais
│  │
│  ├─> 
Charles François
 (°[1683 † 1744), ambassadeur de France
│  │  X Anne Jeanne de Sauvager des Claux 
│  │  │
│  │  ├─> 
Renée-Caroline-Victoire
, marquise de Créquy (°1713-1803) 
│  │
│  │
│  ├─> 
Charles Louis
 (°1687 † 1767), 
évêque du Mans
 de 1729 à 1767
│  │  
│  ├─> 
Louis Gabriel
 (°1694 † 1766), militaire et diplomate français, chevalier de l'
ordre de Saint-Jean de Jérusalem
[
1
]

│  │  
│  ├─> Emmanuel Thérèse Charles (°1696 † 1730), Grand 
vicaire
 de l'
archevêque de Rouen
 
│    
├─> Louis, tué le 
10 juillet 1691

├─> Louis, chevalier de l'ordre de Saint-Jean de Jérusalem
[
1
]

├─> Pierre, chevalier de l'ordre de Saint-Jean de Jérusalem
[
1
]
, colonel d'un régiment d'infanterie, † le 2 juillet 1718
├─> Marie-Thérèse 
│   X Claude Le Tonnelier de Breteuil, avocat au Parlement 
├─> Suzanne, abbesse d'Avranches († 1689)
├─> Gabrielle-Anne 
       X 1697 
Louis Nicolas Le Tonnelier de Breteuil

       ├─> 
Émilie du Châtelet
, marquise du Châtelet, mathématicienne (1706 † 1749).
       ├─> 
Élisabeth-Théodose Le Tonnelier de Breteuil
, 
abbé de Breteuil
```

## Campagnes
Après plusieurs campagnes qu'il fait comme volontaire, Charles de Froulay devient premier capitaine au régiment de Clères levé en 1636, et se trouve aux sièges de Corbie, de Saint-Amour, de Bletterans, de Blamont, de Brisach (1637-1638).
Il remplace son frère aîné René II de Froulay comme capitaine aux gardes françaises en 1640, sert la même année aux sièges de Turin, d'Yvrée, à Chivas, à la prise de Ceva, de Pianezza, de Mondovi, à celle de Coni en 1641, aux sièges de Crescentin, de Nice, de La Paille, de Tortone en 1642, à ceux de Trin, d'Ast en 1643, de Gravelines en 1644, à la prise de Cassel, Mardick, Link, Bourbourg, Messin, Béthune, Saint-Venant en 1646,  Dixmunde, 1647, au blocus de Paris, au siège de Cambrai et à la prise de Condé en 1649.
Grand maréchal des logis de la maison du roi par provision du 10 août 1650, il se démet de sa compagnie et obtient, le 18 juillet 1651, le grade de maréchal de camp, qu'il conserve jusqu'à sa mort, le 26 novembre 1671.

## Sources et bibliographie
« Charles de Froulay », dans Alphonse-Victor Angot et Ferdinand Gaugain, Dictionnaire historique, topographique et biographique de la Mayenne, Laval, A. Goupil, 1900-1910 [détail des éditions] (BNF 34106789, présentation en ligne)